# Luigi Facta
Luigi Facta (16 de noviembre de 1861-5 de noviembre de 1930) fue un periodista y político italiano. 

## Biografía
Nacido en Pinerolo, en la región de Piamonte, estudió derecho y ejerció el periodismo; en 1892 fue elegido diputado por el Partido Liberal, ocupando varias carteras ministeriales y defendiendo la neutralidad italiana en la guerra, pero después defendió la colaboración con los aliados. La crisis desatada por la guerra desestabilizó al gobierno hasta el punto que Facta no fue capaz de llegar a un acuerdo con el resto de fuerzas políticas. La marcha sobre Roma en 1922 de los fascistas acabó por destruir al gobierno, Facta propuso al rey Víctor Manuel III promulgar el estado de sitio, sin embargo, éste se negó a firmarlo. El soberano, al dia siguiente encargaría formar gobierno a Mussolini.